# Bånesjaure
Bånesjaure är en sjö i Rana kommun och Sorsele kommun i Lappland och ingår i Ranas huvudavrinningsområde. Sjön har en area på 0,108 kvadratkilometer och ligger 673,4 meter över havet. Bånesjaure ligger i Vindelfjällen Natura 2000-område.

## Delavrinningsområde
Bånesjaure ingår i det delavrinningsområde (735882-148634) som SMHI kallar för Mynnar i Norge. Medelhöjden är 927 meter över havet och ytan är 48,87 kvadratkilometer. Det finns inga avrinningsområden uppströms utan avrinningsområdet är högsta punkten. Avrinningsområdets utflöde Viresjåkkå mynnar i havet. Avrinningsområdet består mestadels av öppen mark (21 procent) och kalfjäll (78 procent). Avrinningsområdet har 0,15 kvadratkilometer vattenytor vilket ger det en sjöprocent på 0,3 procent.